# Тузарі
Ту́зарі (ест. Tusari küla) — село в Естонії, у волості Ляене-Ніґула повіту Ляенемаа.

## Населення
Чисельність населення на 31 грудня 2011 року становила 16 осіб.

## Географія
Через село проходить автошлях 11230 (Гар'ю-Рісті — Ріґулді — Винткюла).

## Історія
На мапах 18-го століття населений пункт позначався під назвою Тузавер (Tusawer).
До 21 жовтня 2017 року село входило до складу волості Нива.